# Demografiskt hot
Demografiskt hot (engelska: Demographic threat) är en term som används för att beskriva ett "hot" som kan upplevas då ett geografiskt områdes etniska sammansättning förändras. Begrepp används främst då en etnisk minoritet ökar sin andel och är på väg att bli majoritet.